# Inuvik

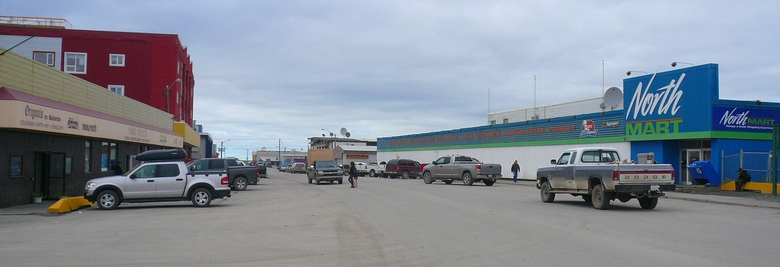
Główna ulica miasta

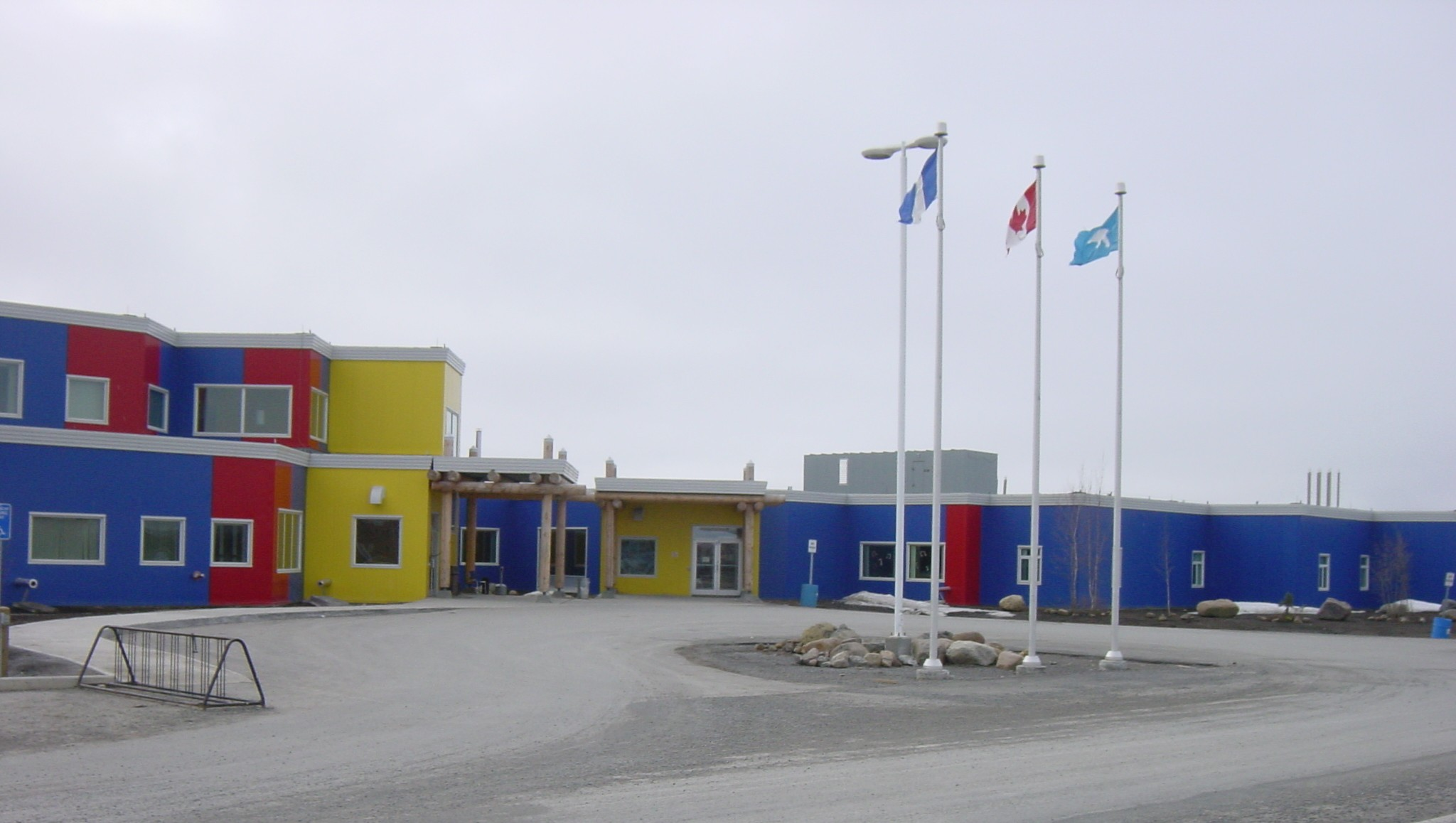
Szpital w Inuvik

Inuvik – miasto w Kanadzie, na Terytoriach Północno-Zachodnich. Znajduje się w odległości 100 km od Oceanu Arktycznego, około 200 km za kołem podbiegunowym. W 2016 roku mieszkały w nim 3243 osoby.

## Historia

### Założenie Inuvik 1953-1958
Pierwsze plany stworzenia miasta w tym regionie powstały w 1953 roku. Miasto to w założeniu miało zastąpić osadę Aklavik jako centrum administracyjne dla zachodniej Arktyki. Aklavik, położone w zachodniej części delty rzeki Mackenzie tradycyjne centrum administracyjne, ulegało częstym powodziom, erozji oraz cierpiało na brak przestrzeni umożliwiającej dalszy rozwój.
Dlatego właśnie w 1954 roku pierwsze ekipy miernicze i geodezyjne wyruszyły w region delty Mackenzie w poszukiwaniu odpowiedniego miejsca dla założenia nowego miasta. Obecna lokalizacja miasta została wybrana spośród kilku innych proponowanych lokalizacji ze względu na dostęp do dużej ilości drewna, żwiru, czystej wody oraz dostatecznej ilości miejsca pozwalającego na przyszły rozwój, w tym na budowę lotniska. Budowę rozpoczęto w 1955 roku. Między 1955 a 1958 rokiem ukończono budowę lotniska, elektrowni, przystani rzecznej, magazynów, 21 ulic oraz wielu budynków mieszkalnych.
18 lipca 1958, podczas piętnastego zebrania Rady Terytoriów Północno-Zachodnich, oficjalnie proklamowano powstanie osady Inuvik. Była to pierwsza kanadyjska planowa osada położona na północ od koła podbiegunowego. Mimo iż pierwotnie nowa osada miała nosić nazwę New Aklavik, to jednak ostatecznie wybrano nazwę Inuvik, co w języku miejscowych Inuitów oznacza „Miejsce człowieka”.

### Lata rozwoju 1958-1980
W pierwszych latach swego istnienia Inuvik rosło szybko, nowymi mieszkańcami byli głównie Inuici, Metysi oraz Indianie Dene. W 1967 roku Inuvik otrzymało status wsi. Do tego czasu posiadało już własny szpital, szkołę podstawową oraz kościół.
W 1970 roku Inuvik otrzymało prawa miejskie, stając się tym samym pierwszym i jedynym kanadyjskim miastem na północ od koła polarnego. W 1970 roku odkryto też w regionie delty Mackenzie złoża ropy naftowej, a w 1971 złoża gazu ziemnego. Spowodowało to bardzo szybki rozwój osady oraz napływ dużej ilości białych mieszkańców. W 1979 roku otworzono drogę Dempster Highway – otwarte latem i zimą połączenie drogowe łączące Inuvik z resztą Kanady.

### Kryzys 1980-1990
Gwałtowny rozwój miasta został zatrzymany w połowie lat osiemdziesiątych. W maju 1985 roku armia kanadyjska ogłosiła zamknięcie bazy wojskowej w Inuvik, co spowodowało odpływ około 700 osób. W 1986 roku nastąpiło z kolei załamanie się cen ropy naftowej, co znacznie wyhamowało tempo prac wydobywczych.

### Historia współczesna
W ostatnich latach Inuvik stało się też celem wycieczek turystycznych oraz organizatorem wielu imprez kulturalnych. Pomimo tego, obecny rozwój miasta jest zależny od wydobycia ropy naftowej i gazu ziemnego z terenów delty Mackenzie oraz Morza Beauforta. Przewiduje się, że w przypadku podjęcia wydobycia, miasto szybko wzrosłoby do około 7000 mieszkańców. W pobliżu miasta znajduje się port lotniczy Inuvik (Mike Zubko).

## Religia
W Inuvik znajduje się pierwszy meczet wybudowany na północ od koła polarnego.